# Danh sách cầu thủ tham dự giải vô địch bóng đá U-16 châu Âu 1996
Dưới đây là danh sách các đội hình tham dự Giải vô địch bóng đá U-16 châu Âu 1996 ở Áo.

## Bảng A

### Áo
Huấn luyện viên:

| Số | VT | Cầu thủ              | Ngày sinh (tuổi)            | Trận | Bàn | Câu lạc bộ       |
| -- | -- | -------------------- | --------------------------- | ---- | --- | ---------------- |
| 1  | TM | Helge Payer          | 9 tháng 8, 1979 (16 tuổi)   |      |     | SK Rapid Wien    |
| 2  | TV | Yüksel Sariyar       | 1 tháng 8, 1979 (16 tuổi)   |      |     | FK Austria Wien  |
| 3  | HV | Ferdinand Feldhofer  | 23 tháng 10, 1979 (16 tuổi) |      |     | TSV Pöllau       |
| 4  | TV | Kai Schoppitsch      | 2 tháng 5, 1980 (15 tuổi)   |      |     | FC Kärnten       |
| 5  | HV | Martin Stranzl       | 16 tháng 6, 1980 (15 tuổi)  |      |     | SV Güssing       |
| 6  | HV | Božo Kovačević       | 24 tháng 12, 1979 (16 tuổi) |      |     | FK Austria Wien  |
| 7  | TĐ | Gerald Hack          | 1 tháng 11, 1979 (16 tuổi)  |      |     | TSV Pöllau       |
| 8  | TV | Christoph Mamoser    | 5 tháng 8, 1979 (16 tuổi)   |      |     | FC Salzburg      |
| 9  | TV | Volkan Kahraman      | 10 tháng 10, 1979 (16 tuổi) |      |     | Feyenoord        |
| 10 | HV | Markus Briza         | 8 tháng 12, 1979 (16 tuổi)  |      |     | SK Rapid Wien    |
| 11 | TV | Manfred Weingartmann | 7 tháng 12, 1979 (16 tuổi)  |      |     | FC Admira Wacker |
| 13 | TĐ | Stefan Egger         | 8 tháng 12, 1979 (16 tuổi)  |      |     | Bayern Munich    |
| 14 | TV | Khajik Jerjes        | 20 tháng 12, 1979 (16 tuổi) |      |     | SK Rapid Wien    |
| 15 | TV | Bernd Winkler        | 13 tháng 8, 1979 (16 tuổi)  |      |     | FC Salzburg      |
| 16 | TV | Daniel Prtenjaca     | 3 tháng 12, 1979 (16 tuổi)  |      |     | FC Admira Wacker |
| 21 | TM | Jürgen Rotschnig     | 30 tháng 8, 1979 (16 tuổi)  |      |     | FC Kärnten       |

### Ba Lan
Huấn luyện viên: Edward Klejndinst

| Số | VT | Cầu thủ               | Ngày sinh (tuổi)            | Trận | Bàn | Câu lạc bộ          |
| -- | -- | --------------------- | --------------------------- | ---- | --- | ------------------- |
| 1  | TM | Rafał Skórski         | 5 tháng 10, 1979 (16 tuổi)  |      |     | Hutnik Kraków       |
| 2  | HV | Tomasz Owczarek       | 7 tháng 6, 1980 (15 tuổi)   |      |     | GKS Katowice        |
| 3  | TV | Jarosław Mazurkiewicz | 13 tháng 11, 1979 (16 tuổi) |      |     | Wisła Tczew         |
| 4  | HV | Krzysztof Niedźwiedź  | 27 tháng 2, 1980 (16 tuổi)  |      |     | Hutnik Kraków       |
| 5  | HV | Krzysztof Smoliński   | 28 tháng 8, 1979 (16 tuổi)  |      |     | Moto Jelcz Oława    |
| 6  | TV | Kacper Derczyński     | 1 tháng 3, 1980 (16 tuổi)   |      |     | ŁKS Łódź            |
| 7  | TĐ | Piotr Chmielewski     | 11 tháng 4, 1980 (16 tuổi)  |      |     | Vratislavia Wrocław |
| 8  | TV | Mateusz Bartczak      | 15 tháng 8, 1979 (16 tuổi)  |      |     | Miedź Legnica       |
| 9  | TĐ | Mariusz Muszalik      | 23 tháng 9, 1979 (16 tuổi)  |      |     | GKS Katowice        |
| 10 | TV | Andrzej Polewczak     | 4 tháng 8, 1979 (16 tuổi)   |      |     | Śląsk Wrocław       |
| 11 | TĐ | Adam Rostowski        | 29 tháng 2, 1980 (16 tuổi)  |      |     | Górnik Zabrze       |
| 12 | TM | Waldemar Piątek       | 2 tháng 11, 1979 (16 tuổi)  |      |     | Wisłoka Dębica      |
| 13 | HV | Marcin Maćkowiak      | 26 tháng 8, 1979 (16 tuổi)  |      |     | ŁKS Łódź            |
| 14 | TV | Mateusz Olszowiec     | 8 tháng 8, 1979 (16 tuổi)   |      |     | Lech Poznań         |
| 17 | TĐ | Wojciech Fabianowski  | 20 tháng 4, 1980 (16 tuổi)  |      |     | Stal Stalowa Wola   |
|    | TĐ | Marek Iwanicki        | 23 tháng 11, 1979 (16 tuổi) |      |     | Hutnik Warszawa     |
|    | TĐ | Łukasz Rewers         | 8 tháng 5, 1980 (15 tuổi)   |      |     | Lech Poznań         |
|    | HV | Tomasz Gajowy         | 2 tháng 9, 1979 (16 tuổi)   |      |     | Warta Poznań        |
|    | HV | Michał Smyka          | 2 tháng 9, 1979 (16 tuổi)   |      |     | GKS Katowice        |

### Bồ Đào Nha
Huấn luyện viên:

| Số | VT | Cầu thủ         | Ngày sinh (tuổi)            | Trận | Bàn | Câu lạc bộ                 |
| -- | -- | --------------- | --------------------------- | ---- | --- | -------------------------- |
| 1  | TM | Sérgio Leite    | 16 tháng 8, 1979 (16 tuổi)  |      |     | Boavista F.C.              |
| 2  | TV | Joca            | 28 tháng 8, 1979 (16 tuổi)  |      |     | FC Porto                   |
| 3  | HV | Fredy           | 14 tháng 8, 1979 (16 tuổi)  |      |     | FC Porto                   |
| 4  | HV | João Flores     | 21 tháng 10, 1979 (16 tuổi) |      |     | S.L. Benfica               |
| 5  | HV | Nuno Gomes      | 6 tháng 12, 1979 (16 tuổi)  |      |     | Boavista F.C.              |
| 6  | TV | Hugo Leal       | 21 tháng 5, 1980 (15 tuổi)  |      |     | S.L. Benfica               |
| 7  | TV | Ednilson        | 25 tháng 9, 1982 (13 tuổi)  |      |     | Boavista F.C.              |
| 8  | HV | Celso Lopes     | 23 tháng 9, 1979 (16 tuổi)  |      |     | FC Porto                   |
| 9  | TĐ | Paulo Costa     | 5 tháng 12, 1979 (16 tuổi)  |      |     | Odivelas F.C.              |
| 10 | TĐ | Simão Sabrosa   | 31 tháng 10, 1979 (16 tuổi) |      |     | Sporting Clube de Portugal |
| 11 | TĐ | Petit           | 28 tháng 12, 1981 (14 tuổi) |      |     | Boavista F.C.              |
| 12 | TM | Hugo Calha      | 13 tháng 9, 1979 (16 tuổi)  |      |     | Sporting Clube de Portugal |
| 13 | HV | Ricardo Esteves | 16 tháng 9, 1979 (16 tuổi)  |      |     | S.L. Benfica               |
| 14 | HV | Sérgio Morujo   | 9 tháng 9, 1979 (16 tuổi)   |      |     | Sporting Clube de Portugal |
| 15 | TV | Hugo Cruz       | 5 tháng 4, 1980 (16 tuổi)   |      |     | FC Porto                   |
| 16 | TV | Sérgio Caseiro  | 20 tháng 7, 1980 (15 tuổi)  |      |     | S.L. Benfica               |

### Cộng hòa Ireland
Huấn luyện viên:

| Số | VT | Cầu thủ             | Ngày sinh (tuổi)            | Trận | Bàn | Câu lạc bộ                   |
| -- | -- | ------------------- | --------------------------- | ---- | --- | ---------------------------- |
| 1  | TM | Niall Hobbart       |                             |      |     |                              |
| 2  | HV | David Billington    | 15 tháng 1, 1980 (16 tuổi)  |      |     | Peterborough United F.C.     |
| 3  | HV | Clive Clarke        | 14 tháng 1, 1980 (16 tuổi)  |      |     | Stoke City F.C.              |
| 4  | HV | Timothy McGrath     |                             |      |     |                              |
| 5  | HV | Richard Dunne       | 21 tháng 9, 1979 (16 tuổi)  |      |     | Everton F.C.                 |
| 6  | HV | Jason Gavin         | 14 tháng 3, 1980 (16 tuổi)  |      |     | Crumlin United F.C.          |
| 7  | TV | Gerard Crossley     | 2 tháng 5, 1980 (15 tuổi)   |      |     | Celtic F.C.                  |
| 8  | TV | Stephen McPhail     | 9 tháng 12, 1979 (16 tuổi)  |      |     | Leeds United F.C.            |
| 9  | TĐ | Niall Patrick Byrne |                             |      |     |                              |
| 10 | TĐ | Robbie Keane        | 8 tháng 7, 1980 (15 tuổi)   |      |     | Wolverhampton Wanderers F.C. |
| 11 | TĐ | David Freeman       | 25 tháng 11, 1979 (16 tuổi) |      |     | Cherry Orchard F.C.          |
| 12 | TV | Richie Partridge    | 12 tháng 9, 1980 (15 tuổi)  |      |     | Stella Maris F.C.            |
| 13 | HV | Paul Donnolly       | 31 tháng 8, 1979 (16 tuổi)  |      |     |                              |
| 14 | TV | Sean Mannion        | 3 tháng 3, 1980 (16 tuổi)   |      |     | Stella Maris F.C.            |
| 15 | TV | Christopher Winters |                             |      |     |                              |
| 16 | TM | John Murphy         | 23 tháng 9, 1979 (16 tuổi)  |      |     |                              |

## Bảng B

### Đức
Huấn luyện viên:

| Số | VT | Cầu thủ             | Ngày sinh (tuổi)            | Trận | Bàn | Câu lạc bộ               |
| -- | -- | ------------------- | --------------------------- | ---- | --- | ------------------------ |
|    | TM | Thomas Hillenbrand  | 10 tháng 10, 1979 (16 tuổi) |      |     | Karlsruher SC            |
|    | TM | Morris Kaczmarek    | 16 tháng 8, 1979 (16 tuổi)  |      |     | FC Konstanz              |
|    | HV | Oliver Beer         | 14 tháng 9, 1979 (16 tuổi)  |      |     | Bayern Munich            |
|    | HV | Philipp Bönig       | 20 tháng 3, 1980 (16 tuổi)  |      |     | Bayern Munich            |
|    | HV | Gregor Kapitza      | 9 tháng 8, 1979 (16 tuổi)   |      |     | 1. FC Köln               |
|    | HV | Norman Loose        | 10 tháng 1, 1980 (16 tuổi)  |      |     | FC Rot-Weiß Erfurt       |
|    | TV | Carsten Sträßer     | 5 tháng 7, 1980 (15 tuổi)   |      |     | FC Carl Zeiss Jena       |
|    | TV | Jens Truckenbrod    | 18 tháng 2, 1980 (16 tuổi)  |      |     | Borussia Mönchengladbach |
|    | TV | Markus Goller       | 19 tháng 2, 1980 (16 tuổi)  |      |     | 1. FC Nürnberg           |
|    | TV | Jochen Endres       | 14 tháng 8, 1979 (16 tuổi)  |      |     | Eintracht Frankfurt      |
|    | TV | Alexander Hauschild | 17 tháng 3, 1980 (16 tuổi)  |      |     | Chemnitzer FC            |
|    | TV | Alexander Nouri     | 20 tháng 8, 1979 (16 tuổi)  |      |     | SV Werder Bremen         |
|    | TV | Tobias Schäper      | 24 tháng 10, 1979 (16 tuổi) |      |     | Borussia Dortmund        |
|    | TĐ | Patrick Falk        | 8 tháng 2, 1980 (16 tuổi)   |      |     | Eintracht Frankfurt      |
|    | TĐ | Andreas Gensler     | 13 tháng 8, 1979 (16 tuổi)  |      |     | Bayer 04 Leverkusen      |
|    | TĐ | Jan Zimmermann      | 5 tháng 10, 1979 (16 tuổi)  |      |     | TSV Havelse              |

### Hy Lạp
Huấn luyện viên:

### România
Huấn luyện viên:

### Ukraina
Huấn luyện viên:

## Bảng C

### Croatia
Huấn luyện viên:  Martin Novoselac

| Số | VT | Cầu thủ             | Ngày sinh (tuổi)            | Trận | Bàn | Câu lạc bộ        |
| -- | -- | ------------------- | --------------------------- | ---- | --- | ----------------- |
| 1  | TM | Medo Sušić          | 26 tháng 9, 1979 (16 tuổi)  |      |     |                   |
| 2  | HV | Edo Vulić           | 7 tháng 12, 1979 (16 tuổi)  |      |     |                   |
| 3  | HV | Kristijan Polovanec | 10 tháng 10, 1979 (16 tuổi) |      |     | GNK Dinamo Zagreb |
| 4  | TV | Jurica Vranješ      | 31 tháng 1, 1980 (16 tuổi)  |      |     | NK Osijek         |
| 5  | HV | Branko Banović      |                             |      |     |                   |
| 6  | HV | Goran Sablić        | 8 tháng 10, 1979 (16 tuổi)  |      |     | HNK Hajduk Split  |
| 7  | TV | Tonći Pirija        | 13 tháng 3, 1980 (16 tuổi)  |      |     | HNK Hajduk Split  |
| 8  | TĐ | Tomislav Gondžić    | 30 tháng 4, 1980 (15 tuổi)  |      |     | NK Inter Zaprešić |
| 9  | TĐ | Dražen Horvat       | 27 tháng 10, 1979 (16 tuổi) |      |     |                   |
| 10 | TV | Stjepan Jukić       | 27 tháng 10, 1979 (16 tuổi) |      |     | NK Osijek         |
| 11 | TĐ | Zvonimir Deranja    | 22 tháng 11, 1979 (16 tuổi) |      |     | HNK Hajduk Split  |
| 12 | TM | Ivan Turina         | 3 tháng 10, 1980 (15 tuổi)  |      |     | GNK Dinamo Zagreb |
| 13 | TV | Vlatko Bukovac      | 7 tháng 11, 1979 (16 tuổi)  |      |     |                   |
| 14 | TV | Nenad Petrc         | 7 tháng 5, 1980 (15 tuổi)   |      |     |                   |
| 15 | HV | Jurica Puljiz       | 13 tháng 12, 1979 (16 tuổi) |      |     | HNK Hajduk Split  |
| 16 | TĐ | Ivica Olić          | 14 tháng 9, 1979 (16 tuổi)  |      |     | NK Marsonia       |
| 17 | TV | Tomislav Ciković    | 11 tháng 10, 1979 (16 tuổi) |      |     |                   |
| 18 | TV | Srebrenko Posavec   | 19 tháng 3, 1980 (16 tuổi)  |      |     | NK Varaždin       |

### Pháp
Huấn luyện viên:

| Số | VT | Cầu thủ              | Ngày sinh (tuổi)            | Trận | Bàn | Câu lạc bộ               |
| -- | -- | -------------------- | --------------------------- | ---- | --- | ------------------------ |
| 1  | TM | Sébastien Frey       | 18 tháng 3, 1980 (16 tuổi)  |      |     | AS Cannes                |
| 2  | HV | Anthony Réveillère   | 10 tháng 11, 1979 (16 tuổi) |      |     | Angers SCO               |
| 3  | TĐ | Jean-François Suchet | 14 tháng 8, 1979 (16 tuổi)  |      |     | Olympique Lyonnais       |
| 4  | HV | Samir Beloufa        | 27 tháng 8, 1979 (16 tuổi)  |      |     | AS Cannes                |
| 5  | HV | Clément Vigier       | 10 tháng 8, 1979 (16 tuổi)  |      |     | RC Lens                  |
| 6  | TV | Franck Goudeagbé     | 30 tháng 10, 1979 (16 tuổi) |      |     | FC Girondins de Bordeaux |
| 7  | HV | David Di Tommaso     | 6 tháng 10, 1979 (16 tuổi)  |      |     | AS Monaco                |
| 8  | HV | Frédéric Ribeiro     | 7 tháng 8, 1979 (16 tuổi)   |      |     | Olympique Lyonnais       |
| 9  | TĐ | Roland Vieira        | 16 tháng 8, 1979 (16 tuổi)  |      |     | Olympique Lyonnais       |
| 10 | TV | Steed Malbranque     | 6 tháng 1, 1980 (16 tuổi)   |      |     | Olympique Lyonnais       |
| 11 | HV | Olivier Bernard      | 14 tháng 10, 1979 (16 tuổi) |      |     | Olympique Lyonnais       |
| 12 | TV | Charles Devineau     | 2 tháng 8, 1979 (16 tuổi)   |      |     | FC Nantes                |
| 13 | HV | Jérémie Bréchet      | 14 tháng 8, 1979 (16 tuổi)  |      |     | Olympique Lyonnais       |
| 14 | TĐ | Guillaume Sabourin   | 25 tháng 9, 1979 (16 tuổi)  |      |     | AS Saint-Étienne         |
| 15 | HV | Sylvain Marchal      | 10 tháng 2, 1980 (16 tuổi)  |      |     | FC Metz                  |
| 16 | TM | Rémy Vercoutre       | 26 tháng 6, 1980 (15 tuổi)  |      |     | Montpellier HSC          |

### Tây Ban Nha
Huấn luyện viên:  Juan Santisteban

| Số | VT | Cầu thủ                  | Ngày sinh (tuổi)            | Trận | Bàn | Câu lạc bộ      |
| -- | -- | ------------------------ | --------------------------- | ---- | --- | --------------- |
|    | TM | Daniel Aranzubia         | 18 tháng 9, 1979 (16 tuổi)  |      |     | Athletic Bilbao |
|    | TM | Noel                     | 22 tháng 10, 1979 (16 tuổi) |      |     | Sporting Gijón  |
|    | HV | Juan Manuel Abadín Pérez |                             |      |     | Athletic Bilbao |
|    | HV | Juan Andrés Izarra Alica |                             |      |     | Athletic Bilbao |
|    | HV | Jorge Manuel Ruiz Pérez  |                             |      |     | Valencia CF     |
|    | HV | Jesús Duarte             | 9 tháng 1, 1980 (16 tuổi)   |      |     | Real Sociedad   |
|    | HV | Leo Bermejo              | 24 tháng 8, 1979 (16 tuổi)  |      |     | RCD Español     |
|    | TV | José Silvano             | 20 tháng 5, 1980 (15 tuổi)  |      |     | RCD Mallorca    |
|    | TV | Samuel Baños             | 16 tháng 8, 1979 (16 tuổi)  |      |     | Sporting Gijón  |
|    | TV | Fernando Varela          | 1 tháng 9, 1979 (16 tuổi)   |      |     | Real Betis      |
|    | TV | Fernando Soriano         | 24 tháng 9, 1979 (16 tuổi)  |      |     | Real Zaragoza   |
|    | TV | David Sousa              | 3 tháng 2, 1980 (16 tuổi)   |      |     | Real Madrid     |
|    | TV | Mario Rosas              | 22 tháng 5, 1980 (15 tuổi)  |      |     | FC Barcelona    |
|    | TV | Jaba                     | 24 tháng 9, 1979 (16 tuổi)  |      |     | Athletic Bilbao |
|    | TĐ | Pablo Couñago            | 9 tháng 8, 1979 (16 tuổi)   |      |     | Celta Vigo      |
|    | TĐ | Marcos Novo              | 21 tháng 4, 1980 (16 tuổi)  |      |     | Valencia CF     |

### Thụy Sĩ
Huấn luyện viên:

| Số | VT | Cầu thủ             | Ngày sinh (tuổi)            | Trận | Bàn | Câu lạc bộ         |
| -- | -- | ------------------- | --------------------------- | ---- | --- | ------------------ |
|    | TM | Thierry Bally       | 9 tháng 9, 1979 (16 tuổi)   |      |     | Genève-Servette HC |
|    | TM | Dino Roselli        |                             |      |     |                    |
|    | HV | Bruno Chappuis      | 3 tháng 8, 1979 (16 tuổi)   |      |     |                    |
|    | HV | Marc Hübscher       |                             |      |     |                    |
|    | HV | Ivo Dätwyler        | 10 tháng 4, 1979 (17 tuổi)  |      |     | FC Aarau           |
|    | HV | Oumar Kondé         | 19 tháng 8, 1979 (16 tuổi)  |      |     | FC Basel           |
|    | HV | Davide Gallotti     |                             |      |     |                    |
|    | TV | Julien Stauffer     | 13 tháng 9, 1979 (16 tuổi)  |      |     | Neuchâtel Xamax    |
|    | TV | Nicolas Derungs     |                             |      |     |                    |
|    | TV | Damien Mollard      | 3 tháng 10, 1979 (16 tuổi)  |      |     | FC Fribourg        |
|    | TV | Emanuele Di Zenzo   | 26 tháng 12, 1979 (16 tuổi) |      |     | FC Sion            |
|    | TĐ | Oliver Kaiser       |                             |      |     |                    |
|    | TĐ | Andreas Bächtold    |                             |      |     |                    |
|    |    | Christophe Schreier |                             |      |     |                    |
|    |    | Daniel Keel         |                             |      |     |                    |
|    |    | Andrea Rotanzi      | 23 tháng 4, 1980 (16 tuổi)  |      |     |                    |
|    |    | Martin Herren       | 21 tháng 12, 1979 (16 tuổi) |      |     |                    |

## Bảng D

### Anh
Huấn luyện viên:
Frank Lampared SR 

### Israel
Huấn luyện viên:

### Slovakia
Huấn luyện viên:

### Thổ Nhĩ Kỳ
Huấn luyện viên: 

| Số | VT | Cầu thủ            | Ngày sinh (tuổi)            | Trận | Bàn | Câu lạc bộ |
| -- | -- | ------------------ | --------------------------- | ---- | --- | ---------- |
|    | TM | Ahmet Yilmazer     | 5 tháng 8, 1979 (16 tuổi)   |      |     |            |
|    |    | Ozgur Sari         | 7 tháng 10, 1980 (15 tuổi)  |      |     |            |
|    | HV | Adem Dursun        | 26 tháng 12, 1979 (16 tuổi) |      |     |            |
|    | HV | Macit Güven        | 2 tháng 3, 1980 (16 tuổi)   |      |     |            |
|    | TV | Rifat Engiz        | 15 tháng 12, 1979 (16 tuổi) |      |     |            |
|    |    | Guvenc Ozkan       | 5 tháng 9, 1980 (15 tuổi)   |      |     |            |
|    | TĐ | Gökdeniz Karadeniz | 11 tháng 1, 1980 (16 tuổi)  |      |     |            |
|    | TĐ | Mesut Kumcuoglu    | 13 tháng 9, 1979 (16 tuổi)  |      |     |            |
|    |    | Hakan Sen          | 19 tháng 10, 1979 (16 tuổi) |      |     |            |
|    | TV | Emre Belözoglu     | 7 tháng 9, 1980 (15 tuổi)   |      |     |            |
|    | TĐ | Berkant Göktan     | 12 tháng 12, 1980 (15 tuổi) |      |     |            |
|    |    | Mehmet Olasmis     | 21 tháng 3, 1980 (16 tuổi)  |      |     |            |
|    | TV | Hasan Üçüncü       | 16 tháng 11, 1980 (15 tuổi) |      |     |            |
|    | HV | Nedim Vatansever   | 1 tháng 9, 1979 (16 tuổi)   |      |     |            |
|    |    | Ugur Yilmaz        | 1 tháng 8, 1979 (16 tuổi)   |      |     |            |
|    | TV | Abdullah Boz       | 1 tháng 4, 1980 (16 tuổi)   |      |     |            |